# Bulbophyllum proboscideum
Bulbophyllum proboscideum é uma espécie de orquídea (família Orchidaceae) pertencente ao gênero Bulbophyllum. Foi descrita por François Gagnepain, Gunnar Seidenfaden e Tem Smitinand em 1961.